# Дополнение (математика)
Дополне́ние — математическая операция, которая данному подмножеству {\displaystyle M} данного множества {\displaystyle E}, {\displaystyle M\in E}, ставит в соответствие другое подмножество {\displaystyle N\in E} таким образом, что когда известны подмножества {\displaystyle M} и {\displaystyle N}, тогда можно восстановить всё множество {\displaystyle E} каким-нибудь способом.
В случаях различных структур общего множества {\displaystyle E} генерируются различные определения термина «дополнение» и разнообразные алгоритмы восстановления {\displaystyle E} по его подмножествам {\displaystyle M} и {\displaystyle N}.

## Дополнение подмножества
Дополнение подмножества {\displaystyle M} (или дополнительное подмножество) до множества {\displaystyle E} — подмножество множества {\displaystyle E}, образованное всеми элементами {\displaystyle E}, которые не принадлежат {\displaystyle M}. Обозначения дополнительного подмножества: {\displaystyle C_{E}M}, {\displaystyle CM}, {\displaystyle E\setminus M}.
Одно из главных свойств дополнения подмножества служит следующий принцип двойственности:
{\displaystyle C_{E}(\cup _{\xi }M_{\xi })=\cap _{\xi }(C_{E}M_{\xi })}.

## Прямое алгебраическое дополнение
Прямое алгебраическое дополнение подпространства векторного пространства — любое подпространство векторного пространства такое, что его прямая алгебраическая сумма с исходным подпространством есть всё векторное пространство.
Прямое алгебраическое дополнение произвольного
подпространства всегда существует, но определяется неоднозначно.
Особенно часто используется частный случай прямого алгебраического дополнения — ортогональное дополнение подпространства, когда оба подпространства взаимно ортогональны.
Обобщение прямого алгебраического дополнения — прямое топологическое дополнение.

## Прямое топологическое дополнение
Прямое топологическое дополнение подпространства линейного топологического пространства — любое подпространство линейного топологического пространства такое, что его прямая топологическая сумма с исходным подпространством есть всё линейное топологическое пространство.
Дополняемое подпространство — подпространство, для которого имеется прямое топологическое дополнение.
Вместо линейного топологического пространства рассматривают также его частный случай: локально выпуклое пространстве.
Ортогональное дополнение подпространства гильбертова пространства — частный случай прямого топологического дополнения.
Обобщение прямого алгебраического дополнения — дизъюнктное дополнение множества.

## Дизъюнктное дополнение множества
Дизъюнктное дополнение множества условно полной векторной решётки — любое множество с элементами определённого вида этой векторной решётки, которое образует линейное подпространство этой векторной решётки.